# اتو هوربر
اتو هوربر (۷مه ۱۹۱۲ – ۱۴ مارس ۲۰۰۳) یک تیرانداز ورزشی سوئیسی بود. او در بازی های المپیک تابستانی ۱۹۴۸  و المپیک تابستانی ۱۹۵۲ شرکت کرد . 